# Distretto di Zduńska Wola
Il distretto di Zduńska Wola (in polacco powiat zduńskowolski) è un distretto polacco appartenente al voivodato di Łódź.

## Geografia antropica

### Suddivisioni amministrative
Il distretto comprende 4 comuni.
- Comuni urbani: Zduńska Wola
- Comuni urbano-rurali: Szadek
- Comuni rurali: Zapolice, Zduńska Wola